# Pere Diaca de Tomi
Pere Diaca de Tomi (Petrus Diaconus, Pétros Πέτρος) fou un dels caps dels monjos coneguts com a escites, sorgits de la diòcesi de Tomi a la riba sud del Danubi al segle vi. Va anar a Roma amb altres delegats dels monjos i junt amb els seus col·legues va dirigir a Fulgenci de Ruspe i altres bisbes africans que ara estaven exiliats a Sardenya, una obra titulada De Incarnatione et Gratia Domini nostri Jesu Christi Liber.